# Camponotus saundersi
Camponotus saundersi là một loài kiến được tìm thấy ở Malaysia và Brunei, thuộc chi của kiến thợ mộc Camponotus. Kiến thợ có thể nổ tự sát như một hành động cuối cùng của phòng vệ, một khả năng có điểm chung với một số loài khác trong chi này và một vài loài côn trùng khác. Kiến có một tuyến hàm dưới lớn, hơn nhiều lần kích thước của một con kiến bình thường, trong đó sản xuất tiết ra chất dính phòng vệ

## Chất độc
Chất độc trong keo con kiến tạo ra gồm:
- Phenols
  - m-cresol (traces found), một hợp chất ăn mòn
  - 2,4-Dihydroxyacetophenone
  - 2-Methyl-5,7-dihydroxychromone
  - Orcinol (traces found)
- Aliphatics
  - Undecane
  - 2-Heptanone (traces found)
- Terpenoids
  - Citronellal
  - Citronellol
  - Axit citronellic
  - Isopulegol
  - (6R)-(E)-2,6-Dimethyl-2-octen-1,8-dionic acid